# 146e méridien est
En géographie, le 146e méridien est est le méridien joignant les points de la surface de la Terre dont la longitude est égale à 146° est.

## Géographie

### Dimensions
Comme tous les autres méridiens, la longueur du 146e méridien correspond à une demi-circonférence terrestre, soit 20 003,932 km. Au niveau de l'équateur, il est distant du méridien de Greenwich de 16 253 km,.
Avec le 34e méridien ouest, il forme un grand cercle passant par les pôles géographiques terrestres.

### Régions traversées
En commençant par le pôle Nord et descendant vers le sud au pôle Sud, Le 146e méridien est passe par:
| Coordonnées           | Pays, territoire ou mer   | Notes |
| --------------------- | ------------------------- | --- |
| 90° 00′ N, 146° 00′ E | Océan Arctique            | |
| 76° 34′ N, 146° 00′ E | Mer de Sibérie orientale  | Passe juste à l'est de l'île Kotelny, République de Sakha, Russie (à 75° 30′ N, 145° 24′ E) Passe juste à l'ouest de l'Île de Nouvelle-Sibérie, République de Sakha, Russie (à 75° 13′ N, 146° 10′ E) |
| 72° 30′ N, 146° 00′ E | Russie                    | République de Sakha Oblast de Magadan — à partir de 63° 54′ N, 146° 00′ E Krai de Khabarovsk — à partir de 61° 58′ N, 146° 00′ E Oblast de Magadan — à partir de 60° 40′ N, 146° 00′ E Krai de Khabarovsk — à partir de 60° 12′ N, 146° 00′ E |
| 59° 08′ N, 146° 00′ E | Mer d'Okhotsk             | |
| 44° 21′ N, 146° 00′ E | Îles Kouriles             | Kounachir, administrée par la Russie (Oblast de Sakhaline), mais revendiquée par le Japon (Préfecture de Hokkaidō) |
| 44° 10′ N, 146° 00′ E | Océan Pacifique           | |
| 43° 23′ N, 146° 00′ E | Îles Kouriles             | îles Habomai, administrées par la Russie (Oblast de Sakhaline) mais revendiquées par le Japon (Préfecture de Hokkaidō) |
| 43° 22′ N, 146° 00′ E | Océan Pacifique           | Passe juste à l'est de Pagan, Îles Mariannes du Nord (à 18° 08′ N, 145° 49′ E) Passe juste à l'est de Alamagan, Îles Mariannes du Nord (à 17° 36′ N, 145° 50′ E) Passe juste à l'est de Guguan, Îles Mariannes du Nord (à 17° 19′ N, 145° 51′ E) Passe juste à l'est de Sarigan, Îles Mariannes du Nord (à 16° 42′ N, 145° 47′ E) Passe juste à l'ouest de Farallon de Medinilla, Îles Mariannes du Nord (à 16° 00′ N, 146° 03′ E) Passe juste à l'est de Saipan, Îles Mariannes du Nord (à 15° 16′ N, 145° 50′ E) |
| 1° 45′ S, 146° 00′ E  | Mer de Bismarck           | |
| 4° 31′ S, 146° 00′ E  | Papouasie-Nouvelle-Guinée | Île de Karkar |
| 4° 44′ S, 146° 00′ E  | Mer de Bismarck           | |
| 5° 30′ S, 146° 00′ E  | Papouasie-Nouvelle-Guinée | |
| 8° 03′ S, 146° 00′ E  | Mer de Corail             | |
| 16° 55′ S, 146° 00′ E | Australie                 | Queensland — Île Fitzroy (Queensland) (en) |
| 16° 56′ S, 146° 00′ E | Mer de Corail             | |
| 17° 17′ S, 146° 00′ E | Australie                 | Queensland Nouvelle-Galles-du-Sud — à partir de 29° 00′ S, 146° 00′ E Victoria — à partir de 36° 01′ S, 146° 00′ E |
| 38° 53′ S, 146° 00′ E | Détroit de Bass           | |
| 41° 05′ S, 146° 00′ E | Australie                 | Tasmanie |
| 43° 26′ S, 146° 00′ E | Océan Indien              | Les autorités australiennes considèrent cette zone comme partie de l'océan Austral, |
| 60° 00′ S, 146° 00′ E | Océan Austral             | |
| 66° 50′ S, 146° 00′ E | Antarctique               | Territoire antarctique australien, partie de l'Antarctique revendiquée par l' Australie |
| 67° 21′ S, 146° 00′ E | Océan Austral             | |
| 67° 36′ S, 146° 00′ E | Antarctique               | Territoire antarctique australien, partie de l'Antarctique revendiquée par l' Australie |